# Haplopogon parkeri
Haplopogon parkeri är en tvåvingeart som beskrevs av Wilcox 1966. Haplopogon parkeri ingår i släktet Haplopogon och familjen rovflugor.
Artens utbredningsområde är Arizona. Inga underarter finns listade i Catalogue of Life.